# Минасович, Юзеф Епифаний
Юзеф Епифаний Минасович (пол. Józef Epifani Minasowicz, арм. Յուզեֆ Էպիֆան Մինասովիչ; 7 апреля 1718, Варшава — 15 октября 1796, там же) — польский издатель, поэт, переводчик, журналист и редактор. Доктор обоих прав.
Один из видных поэтов Польши Саксонского периода.

## Биография
Армянского происхождения. Шляхтич герба Пржияцель. Сын секретаря короля Августа Сильного, богатого купца и варшавского гражданина.
Учился в иезуитской коллегии в Варшаве, затем в 1737 году поступил на юридический факультет Краковской академии, где получил степень доктора обоих прав. После окончания учёбы некоторое время жил во Львове.
Август III назначил его королевским секретарём. Близкий соратник епископа киевского и референдария Юзефа Анджея Залуского и Адама Казимира Чарторыйского. Благодаря покровительству епископа Залуского, без рукоположения в священники, стал каноником Киевского собора.
В 1769—1773 и 1778—1781 редактировал журнал «Monitor» («Монитор»).
Владел значительной коллекцией книг и рукописей. После банкротства родителей и потери поддержки умершего в 1774 году Залуского, Ю. Минасович впал в нищету.

## Творчество
Опубликовал на польском и латинском языках более 40 томов произведения по исторической, философской, теологической, этической и др. тематикам, сборников стихов и переводов. Автор сборников «Zbior rytmów polskich» (1756) и «Zbior mniejszego poezji polskich…» (1782).
Некоторые работы Ю. Минасовича содержат информацию о польских армянах. «Описание польско-армянских архиепископов Львова․․․» (1762) содержит важные данные и факты о жизни католикоса Мелхиседека, прибывшего из Армении в Польшу в 1624 году. В другой книге «Собрание произведений польских писателей» (1782, на польском языке) Минасович опубликовал произведения многих польских поэтов армянского происхождения, в том числе свои эпиграммы и катрены, посвящённые некоторым выдающимся польским армянам.
Занимался переводами с французского, латыни и древнегреческого языков на польский произведения многих авторов (Боккаччо, Петрарка, Анакреон, Гораций, Гомер), из которых заслуживает внимания комедия «Тигран» (1767) об армянском царе Великой Армении Тигране II (с итальянского). В 1769 г. написал трактат «Индийский философ или методы счастья человеческой жизни». Оставил в рукописях несколько сочинений, одно из которых представляет собой сборник документов, содержащих сведения об армянах, проживающих в западных странах.
Похоронен на Свентокшиском кладбище в Варшаве.

## Избранная библиография
- Tron ojczysty, albo życia książąt i królów polskich z dziejopisów ojczystych krótko zebrane, rytmem domowym przez J. E. M. określone, 1752
- Mantissa brevis carminum miscellaneorum, 1756
- Tetrasticha vitas singulorum archiepiscoporum Leopoliensium inclytae nationis Armenae in Polonia brevi carmine designatia.., 1762
- Próba pióra kaznodziejskiego we dwóch kazaniach w seminarium warszawskim Ś. Krzyża przez… mianych
- Przypowieści niektóre obyczajowe z Oekonomiki politycznej Jakuba Haura wyjęte, 1777
- Historia o Walterze, hrabi z Tyńca, i Alegundzie, żonie jego, wybrana z kroniki starej łacińskiej Boguchwała II Różyca biskupa poznańskiego, dziejopisa polskiego, 1778
- Przysłowia niektóre mów potocznych, z aforyzmów moralnych i politycznych Andrzeja Maksymiliana Fredry wybrane, z prozy na wiersz przełożone
- Parodia Carminis macaronici Jana Kochanowskiego de eligendo vitae genere